# Lista över fornlämningar i Söderköpings kommun (Söderköping)
Lista över fornlämningar i Söderköpings kommun (Söderköping) är en förteckning av ett urval av de fornlämningar som finns i Söderköping i Söderköpings kommun.
| Namn             | Lämningstyp  | Tillkomsttid | Historisk indelning       | Plats | Läge                 | ID-nr          | Bild                                      |
| ---------------- | ------------ | ------------ | ------------------------- | ----- | -------------------- | -------------- | ----------------------------------------- |
| Söderköping 2:1  | Stensättning |              | Söderköping, Östergötland |       | 58.493996, 16.311384 | 10050600020001 | Ladda upp en bild av detta fornminne      |
| Söderköping 2:2  | Stensättning |              | Söderköping, Östergötland |       | 58.493864, 16.311185 | 10050600020002 | Ladda upp en bild av detta fornminne      |
| Söderköping 7:1  | Runristning  |              | Söderköping, Östergötland |       | 58.480493, 16.319361 | 10050600070001 | Ladda upp en till bild av detta fornminne |
| Söderköping 17:1 | Runristning  |              | Söderköping, Östergötland |       | 58.477669, 16.334744 | 10050600170001 | Ladda upp en bild av detta fornminne      |
| Söderköping 20   | Kloster      |              | Söderköping, Östergötland |       | 58.480721, 16.316914 | 12000000066436 | Ladda upp en bild av detta fornminne      |
| Söderköping 21   | Stensättning |              | Söderköping, Östergötland |       | 58.498128, 16.296578 | 12000000107171 | Ladda upp en bild av detta fornminne      |
| Söderköping 22   | Stensättning |              | Söderköping, Östergötland |       | 58.498346, 16.296533 | 12000000107174 | Ladda upp en bild av detta fornminne      |
| Söderköping 23   | Stensättning |              | Söderköping, Östergötland |       | 58.498399, 16.296778 | 12000000107175 | Ladda upp en bild av detta fornminne      |
| Drothem 7:1      | Stensättning |              | Söderköping, Östergötland |       | 58.497706, 16.298954 | 10041300070001 | Ladda upp en bild av detta fornminne      |
| Drothem 14:1     | Stensättning |              | Söderköping, Östergötland |       | 58.508094, 16.291446 | 10041300140001 | Ladda upp en bild av detta fornminne      |
| Drothem 14:2     | Stensättning |              | Söderköping, Östergötland |       | 58.507940, 16.291717 | 10041300140002 | Ladda upp en bild av detta fornminne      |
| Drothem 14:3     | Stensättning |              | Söderköping, Östergötland |       | 58.507868, 16.291938 | 10041300140003 | Ladda upp en bild av detta fornminne      |
| Drothem 15:1     | Stensättning |              | Söderköping, Östergötland |       | 58.506534, 16.297419 | 10041300150001 | Ladda upp en bild av detta fornminne      |
| Drothem 15:2     | Stensättning |              | Söderköping, Östergötland |       | 58.506667, 16.297635 | 10041300150002 | Ladda upp en bild av detta fornminne      |
| Drothem 15:3     | Stensättning |              | Söderköping, Östergötland |       | 58.506465, 16.297576 | 10041300150003 | Ladda upp en bild av detta fornminne      |